# Francis Borrey
Francis Maurice Borrey (* 8. April 1904 in Besançon; † 1976) war ein französischer Arzt und Politiker.

## Leben
Francis Borrey promovierte 1930 in Paris zum Doktor der Medizin. Er arbeitete von 1931 bis 1945 als Wundarzt bei den französischen Kolonialtruppen, darunter mehrere Jahre in der Kolonie Niger. Unter seiner Leitung wurde das Krankenhaus Niamey in der nigrischen Hauptstadt 1943 zum Vollkrankenhaus ausgebaut.
Borrey, der sich als unabhängiger Sozialist bezeichnete, gehörte 1946 zu den Gründern der Nigrischen Fortschrittspartei (PPN-RDA), der ersten politischen Partei Nigers. Bei den Wahlen zum Vertreter Nigers in der Nationalversammlung Frankreichs 1946 wurde er Zweiter hinter seinem PPN-RDA-Kollegen Hamani Diori. Borrey wirkte von 1947 bis 1953 als Abgeordneter für Niger in der Versammlung der Französischen Union. Um die besonders die nomadische Bevölkerung Nigers bedrohende Tuberkulose zu bekämpfen, gründete Borrey 1950 mobile medizinische Einheiten. Parteipolitisch wechselte er vom PPN-RDA zu der Kolonialmacht nahestehenden Union unabhängiger Nigrer und Sympathisanten (UNIS). Er gehörte zu den prominentesten UNIS-Anführern und dominierte die zunehmend von internen Krisen geschüttelte Partei bis 1955, als Adamou Mayaki, Issoufou Saïdou Djermakoye und deren Anhänger die UNIS verließen.
Borrey wurde Generaldirektor des Pariser Forschungs- und Informationszentrums für Probleme der Menschen in den trockenen Zonen. Von 1960 bis 1966 war er Mitglied des französischen Wirtschafts- und Sozialrats. Zudem wirkte er als Generaldirektor der Französischen Gesellschaft der Neuen Hebriden.